# Volker Hinz
Volker Hinz (Amburgo, 19 giugno 1947 – 2019) è stato un fotografo tedesco. Agli esordi, si è fatto notare per i suoi reportage politici e i racconti di viaggio. Con il tempo, tuttavia, sono diventati celebri i suoi ritratti di artisti, scrittori, stilisti, sportivi e politici.  

## Biografia
Fin da giovane ha mostrato una chiara inclinazione per la fotografia. A soli 20 anni vendeva già le sue prime immagini ai giornali. A 24 anni assunse il ruolo di direttore dell'agenzia fotografica "Sven Simon" di Bonn, allora capitale della Germania Ovest. Nel 1974 entrò a far parte del team fotografico del settimanale Stern ad Amburgo.  
Nel 1978 si trasferì a Los Angeles come fotografo freelance, collaborando successivamente con la redazione di Stern a New York. Durante questo periodo, i suoi reportage e ritratti lo resero celebre a livello internazionale. Dal 1986, tornato nella sua città natale di Amburgo, continuò a lavorare nella fotografia.

## Opere
Negli anni settanta si costruì una reputazione grazie ai reportage sulla scena politica tedesca. In seguito, per conto di Stern, realizzò storie e documentazioni fotografiche di grande impatto, esplorando la vita notturna di New York, Hollywood, il petrolio messicano, l’Argentina e Palm Beach. Questi lavori gli valsero riconoscimenti prestigiosi, tra cui premi del World Press Photo, dell'Art Directors Club Germany e del Lead Award.  

## Critica
(David Scherf, Stern)
Secondo Stern Magazine, Volker Hinz è "un pittore contemporaneo tra i grandi fotografi". Per decenni ha ritratto star e figure di potere, rivelandone nuovi aspetti attraverso il suo linguaggio visivo.  
Jochen Siemens ha descritto Hinz come un maestro nell'unire precisione tecnica e sensibilità artistica: "Con i suoi ‘guanti di capretto e occhi d’aquila’, ha saputo raccontare storie oltre i cliché".

## Mostre e riconoscimenti
Le sue mostre personali, organizzate da *Stern* e dall'editore Gruner + Jahr, hanno celebrato la sua arte e la capacità di catturare l'anima dei suoi soggetti. Tra le immagini più iconiche: i calciatori Pelé e Beckenbauer immortalati sotto la doccia, Woody Allen che si tappa la bocca e Kate Moss con i piedi d'oro. Non semplici fotografie, ma vere narrazioni visive.  
Volker Hinz rimane una figura chiave nella fotografia tedesca, capace di aggiungere profondità e originalità a ogni ritratto, sia che si tratti di celebrità, politici o personalità dello sport e della moda.